# 땅꾼자리 70

땅꾼자리 70은 땅꾼자리에 있는 별로, 지구에서 약 16.6광년 떨어진 쌍성이다. 주성은 노랑-오렌지색 K형 분광형의 주계열성이며 반성은 오렌지색의 K형 주계열성으로 반성보다 좀 더 어둡다.
1855년 영국 동인도회사 소속 첸나이 천문대의 W. S. 제이콥은 이 쌍성계의 두 항성 공전 궤도가 비정상적이며, 따라서 이들은 행성을 가지고 있을 가능성이 있다고 말했다. 토마스 시는 1899년 보이지 않는 동반체가 이 항성계에 존재한다고 주장했다. 그러나 포레스트 레이 몰턴은 세 개의 천체가 밝혀진 궤도상에서 운동할 경우 매우 불안정하다는 논문을 썼다. 제이콥과 시의 주장은 둘 다 오류로 밝혀졌다. 제이콥의 주장은 위치천문학적 관점에서 최초로 외계 행성의 존재를 언급했다는 것에 의미가 있다.

## 같이 보기
- 백조자리 61
- 바너드별
- 가까운 항성 목록